# Aérophobie
Pour la peur de l'avion, voir Aviophobie.
L'aérophobie est la crainte exagérée et irrationnelle de l'air frais, des courants d'air et du grand vent. Ce terme est aussi parfois utilisé pour désigner la peur des voyages en avion ou aviophobie.
Au sens propre, l'aérophobie (crainte morbide des courants d'air et du vent) est considérée comme une phobie simple ou spécifique, liée à un élément naturel (comme la peur de l'obscurité, de l'orage, du tonnerre, etc.). Elle correspond le plus souvent à une peur infantile qui se prolonge jusqu'à l'âge adulte.
Comme les autres phobies spécifiques, elle se caractérise par une conduite d'évitement. L'aérophobique refuse de s'exposer à une situation propice aux courants d'air, comme de laisser porte ou fenêtre ouverte. Cette phobie reste limitée et d'évolution stable. Le degré de handicap est variable selon les contraintes sociales du sujet, d'autant plus mineur lorsque la situation phobogène est facilement évitable,.
L'aviophobie (peur de l'avion) se distingue de l'aérophobie proprement dite, en apparaissant plutôt à l'âge adulte, le plus souvent après un évènement vécu comme traumatisant.
Il existe une aérophobie rabique, comme l'une des manifestations cliniques de la rage (maladie). Elle se manifeste par un spasme du visage et du cou, puis de la respiration, déclenché par un souffle d'air derrière l'oreille ou sur le visage.